# Fienvillers
Fienvillers (picardisch: Fienvileu) ist eine nordfranzösische Gemeinde mit 667 Einwohnern (Stand 1. Januar 2022) im Département Somme in der Region Hauts-de-France. Die Gemeinde liegt im Arrondissement Amiens, ist Teil der Communauté de communes du Territoire Nord Picardie und gehört zum Kanton Doullens.

## Geographie
Die Gemeinde liegt rund vier Kilometer ostsüdöstlich von Bernaville. Das Gemeindegebiet wird von der stillgelegten Bahnstrecke von Amiens nach Doullens berührt.

## Geschichte
Reste eines Feudalschlosses sollen noch im 19. Jahrhundert sichtbar gewesen sein. Der 1175 erstmals urkundlich genannte Ort wurde 1223 den Johannitern von Fieffes übergeben. 1899 bestanden verschiedene Betriebe der Kleinindustrie (vor allem Weberei).

## Einwohner
| 1962 | 1968 | 1975 | 1982 | 1990 | 1999 | 2006 | 2011 |
| ---- | ---- | ---- | ---- | ---- | ---- | ---- | ---- |
| 547  | 534  | 553  | 558  | 523  | 548  | 565  | 658  |

## Verwaltung
Bürgermeister (maire) ist seit 2008 Alain Roussel.

## Sehenswürdigkeiten
- Kirche Notre-Dame-de-l’Assomption